# Check-in Hanyang
Check-in Hanyang (en hangul, 체크인 한양; romanización revisada, Chekeuin hanyang) es una serie de televisión surcoreana escrita por Park Hyun-jin, dirigida por Myeong Hyun-woo y protagonizada por  Bae In-hyuk, Kim Ji-eun, Jung Gun-joo y Park Jae-chan. Se emite por el canal Channel A desde el 21 de diciembre de 2024 hasta el 9 de febrero de 2025, los sábados y domingos a las 21:10 (hora local coreana).

## Sinopsis
En época de la dinastía Joseon, cuatro jóvenes entran a trabajar como aprendices en Yongcheonru, la casa de huéspedes más grande del reino, y más lujosa que un palacio, que tiene como lema «el cliente es el rey». Entre los cuatro, Lee Eun es en realidad el príncipe, con una misión secreta que cumplir, y Hong Deok-soo es una joven se disfraza de hombre con el propósito de revelar el secreto que rodea la muerte de su padre.

## Reparto

### Principal
- Bae In-hyuk como el príncipe Muyeong, Lee Eun, hijo del rey Lee Hyeon-wi; es un príncipe que oculta su identidad y se infiltra en Yongcheonru, la casa de huéspedes más grande de Joseon, bajo el nombre de Lee Eun-ho.[2][3][4]
- Kim Ji-eun como Hong Deok-soo, una mujer que por alguna razón relacionada con el testamento de su padre ha vivido disfrazada de hombre.[5][6][7]
- Jung Gun-joo como Cheon Jun-hwa, el heredero de Yongcheonru, rico y de bella apariencia. No estaba interesado en administrar una casa de huéspedes y estudió en el extranjero durante la dinastía Qing, pero se vio obligado por su padre a entrar en Yongcheonru.[8][9]
- Park Jae-chan como Go Soo-ra, un joven de Hanyang a quien no le importa lo que piensen los demás y dice lo que quiere decir. Su objetivo al entrar en Yongcheonru es convertirse en un servidor oficial y tener éxito, para reconstruir con sus propias manos a su familia perdida hace mucho tiempo.[10][8][11]

### Secundario

#### Gente de Yongtianlu
- Kim Eui-sung como Cheon Bang-ju, el propietario de Yongcheonru. El rey de los plutócratas que gobierna Hanyang con dinero.[12][13]
- Kim Young-jun como Yoo Soo-in/Yong Cheon-woo, el gerente de servicio al cliente, encargado de recibir a los huéspedes en las habitaciones y salones de banquetes.
- Choi Min-chul como Jo Seung-ryang, supervisor de gestión de Yongcheonru, jefe del departamento de gestión a cargo de la seguridad, las instalaciones y la gestión de equipos de Yongcheonru. También se encarga de todo lo que Cheon Bang-ju le dice que haga.
- Jung Eun-pyo como Jang Suk-su, jefe del departamento de alimentos de Yongcheonru. Creamos platos creativos a través de una investigación constante.
- Kim Yun-bae como Seohwan Dae-sung, el instructor de los sirvientes de Yongcheonru.[14]
- Lee Gyu-bok como  Park Seong-jin, el jefe entre los sirvientes.
- Jeon Hye-yeon como Ji Yeon-hee, sirviente, que con su trabajo cuidadoso da ejemplo a los otros sirvientes de Yongcheonru. Entre los sirvientes, ella proviene del peor entorno.
- Jeong Dong-hoon como Heo Dong-gyu, sirviente lleno de ambición. Es de Uiju Sangdan y trata de impresionar a Myeongho, el sucesor de Uiju Sangdan.
- Lee Ho-won como Kim Myeong-ho, educador de Uiju Sangdan que fue asignado al nivel más alto y es el próximo sucesor de Uiju Sangdan.[15][16]
- Kim Gwang-seop como Min Doo-sik, educador de Uiju Sangdan asignado al nivel más alto y que afirma ser la mano derecha de Myeong-ho.
- Gyeonggi-hyeon como Maeng Seok-sam, educador de Uiju Sangdan que está asignado a la sala superior y sirve como brazo izquierdo de Myeong-ho.
- Seo Beom-seok como Byun Sang-woo, educador de Uiju Sangdan que está asignado a la sala superior y, a pesar de ser ignorado por Myeong-ho, se proclama un seguidor suyo.

#### Gente de palacio
- Yoon Je-moon como Oh Yeong-rak, ministro de Guerra y suegro del rey.[12]
- Han Jae-suk como el rey Lee Hyeon-wi, el padre de Lee Eun, un rey indefenso e incompetente, manipulado por quienes están en el poder. Para eliminar a los funcionarios que lo dominan, da instrucciones secretas a su hijo, el príncipe Muyeong, Lee Eun.[12][17]
- Kim Hyun-jin como Eun Sung-jun, primo de Lee Eun e hijo del fallecido rey Seung Ha-han. De constitución débil desde la infancia, gracias a Li Eun lleva una vida estable en el palacio.
- Bae Jae-won como Beom-ho, el guardaespaldas de Lee Eun.
- Kwon Eun-bin como Do-kyeong, sobrina de Oh Yeon-rak, una joven que solo puede respirar cuando escapa de una vigilancia asfixiante y va a Yongcheonru.[18]

#### Entorno de Deok-soo
- Choi Deok-moon como Hong Min-sik, padre de Hong Jae-on/Hong Deok-soo.[14]
- Kim Young-seon como Jwa Pandaek, que sigue a Hong Jae-on, una niña que se escapó de su casa el día que falleció el rey hace doce años.
- Lim So-yoon como Gu-sil, amiga de la infancia de Deok-soo.

#### Otros
- Kim Kang-yeon como aprendiz de Yongcheonru.
- Song Hyun-chan.
- Kim Tae-pung.
- Oh Gabin como una sirvienta de Yongcheonru.[19][20]
- Kim Jung-eun como Bubu-in.[14]
- Kim Joo-won como Seonyang-gun.

### Apariciones especiales
- Kim Min-jung como Seol Mae-hwa, la respetada y carismática directora de Yongcheonru.[21][22]

## Banda sonora original
La música original de la serie estuvo a cargo del equipo Gold Olive, encabezado por Kim Jong-cheon y formado por nueve compositores. Incluye seis canciones:
| Parte | Fecha de publicación                                                                 | Título                                                                               | Letra                                                                                | Música                                                                               | Artista                                                                              | Dur.                                                                                 | Ref.                                                                                 |
| ----- | ------------------------------------------------------------------------------------ | ------------------------------------------------------------------------------------ | ------------------------------------------------------------------------------------ | ------------------------------------------------------------------------------------ | ------------------------------------------------------------------------------------ | ------------------------------------------------------------------------------------ | ------------------------------------------------------------------------------------ |
| 1     | 21 de diciembre de 2024                                                              | 어둔 밤 («Noche oscura»)                                                             | Goblin, Dancing Cactus                                                               | Goblin, Dancing Cactus                                                               | Yoari                                                                                | 3:02                                                                                 | [ 24 ] [ 25 ]                                                                        |
| 2     | 28 de diciembre de 2024                                                              | 같이 걸을래 («Quiero caminar contigo»)                                               | Son Go-eun (MonoTree)                                                                | Son Go-eun (MonoTree)                                                                | Jungwoo                                                                              | 4:18                                                                                 | [ 26 ] [ 27 ]                                                                        |
| 3     | 4 de enero de 2025                                                                   | 바람처럼 날아서 («Vuela como el viento»)                                             | Taibian                                                                              | Taibian, CODA                                                                        | Ben                                                                                  | 3:50                                                                                 | [ 28 ]                                                                               |
| 4     | 5 de enero de 2025                                                                   | 처음의 나 («Yo al principio»)                                                        | Gold Olive                                                                           | Kim Jong-cheon                                                                       | Ryu Ji-hyun                                                                          | 4:47                                                                                 | [ 29 ]                                                                               |
| 5     | 11 de enero de 2025                                                                  | 불꽃 («Llama»)                                                                       | JQ, Rum                                                                              | Kotha Yamamoto                                                                       | Lee Young-hyun                                                                       | 3:40                                                                                 | [ 30 ]                                                                               |
| 6     | 12 de enero de 2025                                                                  | 해바라기 («Girasol»)                                                                 | Anne of Green Gables                                                                 | Orori (MonoTree), Speaker (Hwaja)                                                    | DKZ                                                                                  | 2:56                                                                                 | [ 31 ]                                                                               |
| Notas | Las canciones de la banda sonora tienen una versión instrumental de igual duración . | Las canciones de la banda sonora tienen una versión instrumental de igual duración . | Las canciones de la banda sonora tienen una versión instrumental de igual duración . | Las canciones de la banda sonora tienen una versión instrumental de igual duración . | Las canciones de la banda sonora tienen una versión instrumental de igual duración . | Las canciones de la banda sonora tienen una versión instrumental de igual duración . | Las canciones de la banda sonora tienen una versión instrumental de igual duración . |

## Producción
Check-in Hanyang es una producción de Wemad, Artist Studio, Story Networks, en coproducción con inversión de la sociedad japonesa Pony Canyon. El presupuesto acordado para el sunministro de la serie a Channel A es de 15 900 millones de wones. Está escrita por Park Hyun-jin, dirigida por Myung Hyun-woo y planificada por Channel A, que la anunció en julio de 2024 como parte de un paquete de tres series y tres programas de entretenimiento que se estrenarían en la segunda mitad del año.
El 28 de marzo de 2024 la agencia de Kim Ji-eun, HB Entertainment, anunció que estaba revisando positivamente una oferta para aparecer en Check-in Hanyang. El 26 de abril los medios de prensa informaron del comienzo inminente del rodaje, una vez completadas las audiciones. Ese mismo día fueron confirmados los nombres de Bae In-hyuk, Kim Ji-eun, Jeong Geon-ju y Park Jae-chan como protagonistas. Para la segunda, se trata de su primera aparición en una serie de ficción histórica.
La serie se estrenó el 21 de diciembre de 2024.

### Promoción
El 6 de noviembre se publicó el cartel principal y se confirmó la fecha del estreno.
El 17 de diciembre se presentó la producción en el Hotel Eliena en Gangnam-gu, Seúl, con la presencia del director y los protagonistas. El 19 de diciembre fue publicado el cartel de personaje de Cheon Bang-ju (Kim Eui-sung), el temible propietario de Yongcheonru. Al día siguiente el equipo de producción publicó una entrevista a los cuatro protagonistas, que contaron diversos aspectos del rodaje.
El 26 de diciembre los cuatro protagonistas aparecieron en una sesión fotográfica publicada en la revista de moda Singles, así como en su sitio web.

## Audiencia
La serie comenzó con el 1,8 % y el 2,7 % en sus dos primeros capítulos, los días 21 y 22 de diciembre, quedando lejos de las cifras alcanzadas por las otras producciones dramáticas de fin de semana.
| Temporada | Temporada | Episodio número | Episodio número | Episodio número | Episodio número | Episodio número | Episodio número | Episodio número | Episodio número | Episodio número | Episodio número | Episodio número | Episodio número | Episodio número | Episodio número | Episodio número | Episodio número | Promedio |
| Temporada | Temporada | 1               | 2               | 3               | 4               | 5               | 6               | 7               | 8               | 9               | 10              | 11              | 12              | 13              | 14              | 15              | 16              | Promedio |
| --------- | --------- | --------------- | --------------- | --------------- | --------------- | --------------- | --------------- | --------------- | --------------- | --------------- | --------------- | --------------- | --------------- | --------------- | --------------- | --------------- | --------------- | -------- |
|           | 1         | —               | 562             | 507             | 694             | 485             | 608             | 544             | 616             | 540             | 652             | 510             | 691             | 465             | 760             | 528             | 886             | —        |

| Episodio | Fecha de emisión        | Índices de audiencia (Nielsen Korea) | Índices de audiencia (Nielsen Korea) |
| Episodio | Fecha de emisión        | Nacional                             | Seúl                                 |
| --- | ----------------------- | ------------------------------------ | ------------------------------------ |
| 1 | 21 de diciembre de 2024 | 1,816 % (16.ª)                       | 2,007 %(10.ª)                        |
| 2 | 22 de diciembre de 2024 | 2,703 % (8.ª)                        | 2,468 % (5.ª)                        |
| 3 | 28 de diciembre de 2024 | 2,162 % (11.ª)                       | 2,135 % (7.ª)                        |
| 4 | 29 de diciembre de 2024 | 3,018 % (2.ª)                        | 3,024 % (2.ª)                        |
| 5 | 4 de enero de 2025      | 2,020 % (7.ª)                        | 1,998 % (6.ª)                        |
| 6 | 5 de enero de 2025      | 2,665 % (9.ª)                        | 2,740 % (6.ª)                        |
| 7 | 11 de enero de 2025     | 2,307 % (10.ª)                       | 2,524 % (8.ª)                        |
| 8 | 12 de enero de 2025     | 2,630 % (5.ª)                        | 2,635 % (5.ª)                        |
| 9 | 18 de enero de 2025     | 2,458 % (7.ª)                        | 2,735 % (4.ª)                        |
| 10 | 19 de enero de 2025     | 3,023 % (6.ª)                        | 3,031 % (5.ª)                        |
| 11 | 25 de enero de 2025     | 2,262 % (11.ª)                       | 2,352 % (6.ª)                        |
| 12 | 26 de enero de 2025     | 3,111 % (6.ª)                        | 2,956 % (3.ª)                        |
| 13 | 1 de febrero de 2025    | 2,100 % (11.ª)                       | 2,072 % (9.ª)                        |
| 14 | 2 de febrero de 2025    | 3,531 % (1.ª)                        | 3,626 % (1.ª)                        |
| 15 | 8 de febrero de 2025    | 2,609 % (6.ª)                        | 2,720 % (2.ª)                        |
| 16 | 9 de febrero de 2025    | 4,156 % (1.ª)                        | 4,022 % (1.ª)                        |
| Promedio | Promedio                | 2,661 %                              | 2,566 %                              |
| - En la tabla superior, los números azules representan las calificaciones más bajas y los números rojos representan las más altas. - Esta serie se transmite en un canal de cable/televisión de pago, que normalmente tiene una audiencia menor respecto a las emisoras de televisión públicas/gratuitas (KBS, SBS, MBC y EBS). |                         |                                      |                                      |